# Gimnopedias

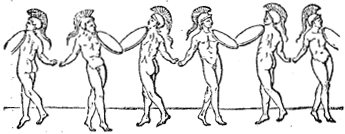
Las Gimnopedias eran festividades religiosas y ejercicios de resistencia para los jóvenes espartanos.

Las Gimnopedias (griego clásico Γυμνοπαιδία, [Gimnopaidía]; neogriego Γυμνοπαιδίες; literalmente «la fiesta de los niños desnudos») eran festividades religiosas celebradas en Esparta, en julio-agosto, en honor de Leto y de sus hijos, Apolo y Artemisa. 
Consistían esencialmente en bailes y ejercicios ejecutados por los jóvenes espartanos, alrededor de estatuas que representan a los dioses en cuestión, situadas en un lugar del ágora llamado el χορός, chorós. Coros de adolescentes, de efebos y de jóvenes adultos que se enfrentaban en bailes que imitaban los ejercicios de la palestra, enteramente desnudos, delante de los otros lacedemonios, los extranjeros y los hilotas. Los solteros mayores de 30 años eran en cambio excluidos de la asistencia.
El espartano Megilo, en Las Leyes (Platón, I, 633), las llama un «temible endurecimiento (...), de temibles ejercicios de resistencia que hay que soportar con la violencia de la canícula» 